# Isidor Torkar
Isidor Torkar, född 17 augusti 1960 i Slovenien (dåvarande Jugoslavien), är en svensk skådespelare. 

## Biografi
Isidor Torkar är känd bland annat från Mysteriet på Greveholm samt som kocken Kostas i ICA-reklamen. Började sin skådespelarkarriär 1975 på Skånska teatern i Landskrona som amatörskådespelare fram till 1982 när han blev anställd som professionell skådespelare och har sedan 1993 jobbat på frilansbasis.

## Filmografi
- Tunna Blå Linjen 2 - Greger (2022)
- Bron 4 - Fängelsedirektören (2018)
- Mysteriet på Greveholm 2 - Grevens återkomst (2012)
- Max Pinlig - Hassans far (2008)
- ICA-reklamen - Kostas / Gudfadern (2007)
- Emblas hemlighet (2006)
- Wallander – Fotografen (2006)
- Frostbiten (2006)
- Wallander – Bröderna (2005)
- Tid til forandring (2004)
- Grannsämja (2004)
- Kaos i folkparken (2004)
- Capricciosa (2003)
- Hon jazzade en sommar (2002 Fredriksdalsteatern/2003 DVD)
- Den 5:e kvinnan (2002)
- Fru Marianne (2001)
- Ronny & Julia (2000)
- Vuxna människor (1999)
- Bornholms stemme (1999)
- Browalls (1999)
- Dolly & Dolly (1998)
- Mysteriet på Greveholm (1996)
- Tre terminer (1995)
- Good Night Irene (1994)
- Döda danskar räknas inte (1994)
- Mördare utan ansikte (1994)
- Macklean (1993)

## Teater

### Roller (urval)
| År   | Roll          | Produktion                                                        | Regi           | Teater                   |
| ---- | ------------- | ----------------------------------------------------------------- | -------------- | ------------------------ |
| 2001 | Doktor Hjerta | Kärlek och lavemang (Le Malade imaginaire) Molière                | Hans Bergström | Fredriksdalsteatern      |
| 2002 | Hummel        | Hon jazzade en sommar Adde Malmberg, Franz Arnold och Ernst Bach  | Hans Bergström | Fredriksdalsteatern      |
| 2003 |               | Kaos i folkparken Adde Malmberg, Johan Schildt och Robert Sjöblom | Jan Hertz      | Fredriksdalsteatern      |
| 2010 | Glenn         | Hantverkarna (Håndværkerne) Line Knutzon                          | Lasse Beischer | Helsingborgs stadsteater |